# Lista över filmer baserade på Marvel Comics
Nedan är en lista över filmatiseringar av Marvel Comics tecknade serier.

## Spelfilm
Under större delen av 1900-talet producerades i allt väsentligt endast TV-produktioner, varav i princip enbart TV-serien Hulken, och dess efterföljande filmer, nått den stora svenska publiken. Under denna period släpptes dock även en videofilm och tre biofilmer, varav den av kritikerna sågade Ingen plockar Howard är mest känd.
Sedan 1998, då biofilmen Blade gick upp på biograferna, har detta dock radikalt ändrats, och under 2000-talet har ett flertal av Marvels superhjältar synts i påkostade biofilmer.

### Bioserier
- Captain America (1944)

### Långfilmer
| År   | Titel                                       | Distributör                         | Intäkter       | Noteringar |
| ---- | ------------------------------------------- | ----------------------------------- | -------------- | ---------- |
| 1986 | Ingen plockar Howard                        | Universal Studios                   | $37,962,774    |            |
| 1989 | The Punisher                                | New World Pictures                  | n/a            |            |
| 1990 | Captain America                             | 21st Century Film Corporation       | $10,173        |            |
| 1994 | The Fantastic Four                          | Constantin Film                     | n/a            | Osläppt    |
| 1998 | Blade                                       | New Line Cinema                     | $131,183,530   |            |
| 2000 | X-Men                                       | 20th Century Fox                    | $296,339,527   |            |
| 2002 | Blade II                                    | New Line Cinema                     | $155,010,032   |            |
| 2002 | Spider-Man                                  | Sony Pictures Releasing             | $821,708,551   |            |
| 2003 | Daredevil                                   | 20th Century Fox                    | $179,179,718   |            |
| 2003 | X-Men 2                                     | 20th Century Fox                    | $407,711,549   |            |
| 2003 | Hulk                                        | Universal Studios                   | $245,360,480   |            |
| 2004 | The Punisher                                | Lionsgate Films                     | $54,700,105    |            |
| 2004 | Spider-Man 2                                | Sony Pictures Releasing             | $783,766,341   |            |
| 2004 | Blade: Trinity                              | New Line Cinema                     | $128,905,366   |            |
| 2005 | Elektra                                     | 20th Century Fox                    | $56,681,566    |            |
| 2005 | Fantastic Four                              | 20th Century Fox                    | $330,579,719   |            |
| 2006 | X-Men: The Last Stand                       | 20th Century Fox                    | $459,359,555   |            |
| 2007 | Ghost Rider                                 | Columbia Pictures                   | $228,738,393   |            |
| 2007 | Spider-Man 3                                | Columbia Pictures                   | $890,871,626   |            |
| 2007 | Fantastic Four: Rise of the Silver Surfer   | 20th Century Fox                    | $289,047,763   |            |
| 2008 | Iron Man                                    | Paramount Pictures                  | $585,174,222   |            |
| 2008 | The Incredible Hulk                         | Universal Studios                   | $263,427,551   |            |
| 2008 | Punisher: War Zone                          | Lionsgate Films                     | $10,100,036    |            |
| 2009 | X-Men Origins: Wolverine                    | 20th Century Fox                    | $373,062,864   |            |
| 2010 | Iron Man 2                                  | Paramount Pictures                  | $623,933,331   |            |
| 2011 | Thor                                        | Paramount Pictures                  | $449,326,618   |            |
| 2011 | X-Men: First Class                          | 20th Century Fox                    | $353,624,124   |            |
| 2011 | Captain America: The First Avenger          | Paramount Pictures                  | $370,569,774   |            |
| 2011 | Ghost Rider: Spirit of Vengeance            | Columbia Pictures                   | $132,563,930   |            |
| 2012 | The Avengers                                | Walt Disney Studios Motion Pictures | $1,518,812,988 |            |
| 2012 | The Amazing Spider-Man                      | Sony Pictures Releasing             | $757,930,663   |            |
| 2013 | Iron Man 3                                  | Walt Disney Studios Motion Pictures | $1,214,811,252 |            |
| 2013 | The Wolverine                               | 20th Century Fox                    | $414,828,246   |            |
| 2013 | Thor: The Dark World                        | Walt Disney Studios Motion Pictures | $644,571,402   |            |
| 2014 | Captain America: The Winter Soldier         | Walt Disney Studios Motion Pictures | $714,264,267   |            |
| 2014 | The Amazing Spider-Man 2                    | Sony Pictures Releasing             | $708,982,323   |            |
| 2014 | X-Men: Days of Future Past                  | 20th Century Fox                    | $747,862,775   |            |
| 2014 | Guardians of the Galaxy                     | Walt Disney Studios Motion Pictures | $773,328,629   |            |
| 2014 | Big Hero 6                                  | Walt Disney Studios Motion Pictures | $657,818,612   |            |
| 2015 | Avengers: Age of Ultron                     | Walt Disney Studios Motion Pictures | $1,405,403,694 |            |
| 2015 | Ant-Man                                     | Walt Disney Studios Motion Pictures | $519,311,965   |            |
| 2015 | Fantastic Four                              | 20th Century Fox                    | $167,977,596   |            |
| 2016 | Deadpool                                    | 20th Century Fox                    | $783,112,979   |            |
| 2016 | Captain America: Civil War                  | Walt Disney Studios Motion Pictures | $1,153,304,495 |            |
| 2016 | X-Men: Apocalypse                           | 20th Century Fox                    | $543,934,787   |            |
| 2016 | Doctor Strange                              | Walt Disney Studios Motion Pictures | $677,718,395   |            |
| 2017 | Logan – The Wolverine                       | 20th Century Fox                    | $619,021,436   |            |
| 2017 | Guardians of the Galaxy Vol. 2              | Walt Disney Studios Motion Pictures | $863,756,051   |            |
| 2017 | Spider-Man: Homecoming                      | Sony Pictures Releasing             | $880,166,924   |            |
| 2017 | Thor: Ragnarök                              | Walt Disney Studios Motion Pictures | $853,977,126   |            |
| 2018 | Black Panther                               | Walt Disney Studios Motion Pictures | $1,346,464,380 |            |
| 2018 | Avengers: Infinity War                      | Walt Disney Studios Motion Pictures | $2,048,359,754 |            |
| 2018 | Deadpool 2                                  | 20th Century Fox                    | $785,046,920   |            |
| 2018 | Ant-Man and the Wasp                        | Walt Disney Studios Motion Pictures | $622,674,139   |            |
| 2018 | Venom                                       | Sony Pictures Releasing             | $855,013,954   |            |
| 2018 | Spider-Man: Into the Spider-Verse           | Sony Pictures Releasing             | $375,540,831   |            |
| 2019 | Captain Marvel                              | Walt Disney Studios Motion Pictures | $1,128,274,794 |            |
| 2019 | Avengers: Endgame                           | Walt Disney Studios Motion Pictures | $2,797,800,564 |            |
| 2019 | X-Men: Dark Phoenix                         | 20th Century Fox                    | $252,442,974   |            |
| 2019 | Spider-Man: Far From Home                   | Sony Pictures Releasing             | $1,131,927,996 |            |
| 2020 | The New Mutants                             | 20th Century Fox                    | $48,675,066    |            |
| 2021 | Black Widow                                 | Walt Disney Studios Motion Pictures | $379,631,351   |            |
| 2021 | Shang-Chi and the Legend of the Ten Rings   | Walt Disney Studios Motion Pictures | $432,243,292   |            |
| 2021 | Venom: Let There Be Carnage                 | Sony Pictures Releasing             | $506,813,864   |            |
| 2021 | Eternals                                    | Walt Disney Studios Motion Pictures | $402,064,899   |            |
| 2021 | Spider-Man: No Way Home                     | Sony Pictures Releasing             | $1,921,407,902 |            |
| 2022 | Morbius                                     | Sony Pictures Releasing             | $167,460,961   |            |
| 2022 | Doctor Strange in the Multiverse of Madness | Walt Disney Studios Motion Pictures | $955,775,804   |            |
| 2022 | Thor: Love and Thunder                      | Walt Disney Studios Motion Pictures | $760,928,081   |            |
| 2022 | Black Panther: Wakanda Forever              | Walt Disney Studios Motion Pictures | $859,208,836   |            |
| 2023 | Ant-Man and the Wasp: Quantumania           | Walt Disney Studios Motion Pictures | $476,071,180   |            |
| 2023 | Guardians of the Galaxy Vol. 3              | Walt Disney Studios Motion Pictures | $845,555,777   |            |
| 2023 | Spider-Man: Across the Spider-Verse         | Sony Pictures Releasing             | $690,824,738   |            |
| 2023 | The Marvels                                 | Walt Disney Studios Motion Pictures | $206,136,825   |            |
| 2024 | Madame Web                                  | Sony Pictures Releasing             | $100,498,764   |            |
| 2024 | Deadpool & Wolverine                        | Walt Disney Studios Motion Pictures | $1,338,073,645 |            |
| 2024 | Venom: The Last Dance                       | Sony Pictures Releasing             | $478,931,196   |            |
| 2024 | Kraven the Hunter                           | Sony Pictures Releasing             | $61,985,742    |            |
| 2025 | Captain America: Brave New World            | Walt Disney Studios Motion Pictures |                |            |

#### Kommande långfilmer
| År   | Titel                               | Distributör                         | Noteringar |
| ---- | ----------------------------------- | ----------------------------------- | ---------- |
| 2025 | Thunderbolts*                       | Walt Disney Studios Motion Pictures |            |
| 2025 | The Fantastic Four: First Steps     | Walt Disney Studios Motion Pictures |            |
| 2026 | Avengers: Doomsday                  | Walt Disney Studios Motion Pictures |            |
| TBA  | Spider-Man: Beyond the Spider-Verse | Sony Pictures Releasing             |            |

### TV-filmer
- Dr. Strange (1978)
- Captain America (1979)
- Captain America II: Death Too Soon (1979)
- Hulkens återkomst (The Incredible Hulk Returns, 1988)
- Hulken inför rätta (The Trial of the Incredible Hulk, 1989)
- Hulken - den slutgiltiga uppgörelsen (The Death of the Incredible Hulk, 1990)
- Power Pack (1991)
- The Fantastic Four (1994)
- Generation X (1996)
- Nick Fury (Nick Fury: Agent of S.H.I.E.L.D., 1998)
- Man-Thing (2005)

### Videofilmer
- Ultimate Avengers (2006)
- Ultimate Avengers 2 (2006)
- The Invincible Iron Man (2007)
- Doctor Strange: The Sorcerer Supreme (2007)
- Next Avengers: Heroes of Tomorrow (2008)

## TV-serier
- Spidey Super Stories, korta sketcher från säsong 4–6 av The Electric Company (1974–1977)
- The Amazing Spider-Man (1977–1979)
- Hulken (The Incredible Hulk, 1978–1982)
- Mutant X (2001–2004)
- Blade (2006)
- Agents of S.H.I.E.L.D. (2013–2020)
- Agent Carter (2015–2016)
- Daredevil (2015–2018)
- Jessica Jones (2015–2019)
- Luke Cage (2016–2018)
- Iron Fist (2017–2018)
- The Defenders (2017)
- Inhumans (2017)
- The Punisher (2017–2019)
- Runaways (2017–2019)
- Cloak & Dagger (2018–2019)
- WandaVision (2021)
- The Falcon and the Winter Soldier (2021)
- Loki (2021–)
- Hawkeye (2021–)
- She-Hulk: Attorney at Law (2022–)
- Ms. Marvel (2022–)
- Moon Knight (2022–)
- Secret Invasion (2023–)

### Animerade TV-serier
Med undantag för Hanna-Barbera-produktionerna Fantastic Four från 1967-1968 och The Thing från 1979-1980 innehar idag Disney rättigheterna till samtliga produktioner från perioden 1966-1999.
- The Marvel Superheroes (1966)
- Fantastic Four (1967-1968)
- Spider-Man (1967-1970)
- Fantastic Four (1978)
- Spider-Woman (1979-1980)
- The Thing (1979-1980)
- Spider-Man (1981)
- Spider-Man and His Amazing Friends (1981-1983)
- The Incredible Hulk (1982-1983)
- Pryde of the X-Men (1989, endast ett pilotavsnitt)
- X-Men (1992-1997)
- Iron Man (1994-1996)
- Fantastic Four (1994-1996)
- Spider-Man  (1994-1998)
- The Incredible Hulk (1996-1997)
- Silver Surfer (1998)
- The Avengers: United They Stand (1999)
- Spider-Man Unlimited (1999-2001)
- X-Men: Evolution (2000-2003)
- Spider-Man: The New Animated Series (2003)
- Fantastic Four (2006-2007)
- Wolverine & the X-Men (2008-2009)
- The Spectacular Spider-Man (2008-2009)
- Black Panther (2009-2010)
- Iron Man: Armored Adventures (2009-2012)[1]
- Marvel Super Hero Squad (2009-2011)[1]
- The Avengers: världens mäktigaste hjältar (2010-2013)
- Ultimate Spider-Man (2012-2017)
- Avengers Assemble (2013-2019)
- Hulk och agenterna K.R.O.S.S.A. (2013-2015)
- Guardians of the Galaxy (2015-2019)
- Spider-Man (2017-2020)
- Big Hero 6: The Series (2017-2021)
- What if...? (2021-)
- Moon Girl och Devil Dinosaur (2023–)

#### Under produktion
- Marvel Zombies
- X-Men '97
- Your Friendly Neighborhood Spider-Man

## Tillägg
Utöver dessa produktioner, existerar flera produktioner som baserar sig på figurer som inte skapats av Marvel Comics, men som företaget helt köpt upp eller vid något tillfälle haft licensrätt till - bland dessa märks Conan, GI Joe, Men in Black, Transformers, och NightMan.